# Джуди Дейвис
Джуди Дейвис (на английски: Judy Davis) е австралийска филмова, театрална и телевизионна актриса, родена през 1955 г. 

## Биография
Родена е на 23 април 1955 г. в столицата на Западна Австралия – Пърт. Тя получава строго католическо възпитание, на което се противопоставя, напускайки дома си на 17-годишна възраст, за да се присъедини към рок група. Тя обаче изоставя музикалната кариера и започва да посещава Западноавстралийския технологичен институт, а впоследствие и Националния институт за драматично изкуство, където се дипломира през 1977 г. Сред състудентите ѝ в института е Мел Гибсън, с когото играе в учебна постановка на пиесата Ромео и Жулиета.
За първи път името ѝ става популярно през 1979 г. за ролята ѝ на сприхавата Сибила Мелвин във филма My Brilliant Career, за което е удостоена с награди БАФТА за най-добра актриса в главна роля и най-добър дебют. Най-акламирани остават изпълненията ѝ във филмите Пътуване до Индия (1984) на Дейвид Лийн и особено Съпрузи и съпруги (1992) на Уди Алън, с които е номинирана за награда „Оскар“ съответно в категориите най-добра главна роля и най-добра поддържаща роля.

### Личен живот
От 1984 г. Дейвис е омъжена за австралийския актьор от шотландски произход Колин Фрийлс, с когото имат две деца – син Джак (роден 1987 г.) и дъщеря Шарлот (родена 1997 г.).

## Избрана филмография
| година | филм                   | оригинално заглавие  | роля                  | режисьор   | бележки                                       |
| ------ | ---------------------- | -------------------- | --------------------- | ---------- | --------------------------------------------- |
| 1979   | Моята бляскава кариера | My Brilliant Career  | Сибила Мелвин         |            | награда БАФТА                                 |
| 1981   | Зимата на нашите мечти | Winter of Our Dreams | Лу                    |            |                                               |
| 1984   | Пътуване до Индия      | A Passage to India   | Адела Куестед         |            | Номинация за „Оскар“                          |
| 1987   | Апогей                 | High Tide            | Лили                  |            |                                               |
| 1990   | Алис                   | Alice                | Вики                  | Уди Алън   |                                               |
| 1991   | Бартън Финк            | Barton Fink          | Одри Тейлър           | Джоел Коен |                                               |
| 1991   | Гол обяд               | Naked Lunch          | Джоан Лий/Джоан Фрост |            |                                               |
| 1992   | Съпрузи и съпруги      | Husbands and Wives   | Сали                  | Уди Алън   | Номинации за „Оскар“, БАФТА и „Златен глобус“ |
| 1997   | Да разнищим Хари       | Deconstructing Harry | Луси                  | Уди Алън   |                                               |
| 1997   | Абсолютна власт        | Absolute Power       | Глория Ръсел          |            |                                               |
| 2006   | Мария Антоанета        | Marie Antoinette     | Контеса дьо Ноали     |            |                                               |